# Północno-wschodni okręg wyborczy w Islandii
Północno-wschodni okręg wyborczy (pol. Norðausturkjördæmi) – jest jednym z sześciu okręgów wyborczych Islandii.  Posiada 10 mandatów w Althing, z czego dwa wyrównawcze. Okręg wyborczy został połączony z okręgów Norðurland eystra i Austurlandi, z tym wyjątkiem, że Siglufjörður, który kiedyś należał do Norðurlandi Vestra, znajduje się w Norðausturkjördæmi, natomiast Hornafjörður, który kiedyś należał do okręgu Austurland, obecnie należy do południowego okręgu. Pierwsze wybory odbyły się w nowej strukturze okręgów wyborczych w wyborach parlamentarnych w 2003 roku.

## System wyborczy
W tym okręgu wybiera się obecnie dziewięciu spośród 63 członków parlamentu Islandii przy użyciu systemu wyborczego proporcjonalnej reprezentacji z otwartymi listami partyjnymi. Mandaty okręgowe są rozdzielane metodą D'Hondta. Mandaty kompensacyjne (wyrównawcze) są obliczane na podstawie głosów oddanych w skali kraju i są rozdzielane metodą D'Hondta na poziomie okręgów wyborczych. Tylko partie, które osiągną 5% próg wyborczy w skali kraju, konkurują o mandaty kompensacyjne.

## Gminy
W okręgu północno-wschodni znajduje się następujących 17 gmin: Fjallabyggð, Dalvíkurbyggð, Hörgársveit, Akureyrarkaupstaður, Eyjafjarðarsveit, Svalbarðsstrandarhreppur, Grýtubakkahreppur, Þingeyjarsveit, Norðurþing, Tjörneshreppur, Svalbarðshreppur, Langanesbyggð, Vopnafjarðarhreppur, Múlaþing, Fljótsdalshreppur i Fjarðabyggð.

## Statystyki wyborcze
| Wybory                                                                           | Liczba wyborców na liście | Zmiana      | Oddane głosy | Frekwencja wyborcza | Głosowanie uzupełniające | Głosowanie uzupełniające | Mandaty | Wyborcy na mandat parlamentarny | Waga[1] |
| Wybory                                                                           | Liczba wyborców na liście | Zmiana      | Oddane głosy | Frekwencja wyborcza | Ilość głosów             | Udział procentowy        | Mandaty | Wyborcy na mandat parlamentarny | Waga[1] |
| -------------------------------------------------------------------------------- | ------------------------- | ----------- | ------------ | ------------------- | ------------------------ | ------------------------ | ------- | ------------------------------- | ------- |
| 2003                                                                             | 27 298                    | nie dotyczy | 23 877       | 87,5%               | 2 416                    | 10,1%                    | 10      | 2 730                           | 123%    |
| 2007                                                                             | 27 881                    | 583         | 23 644       | 84,8%               | 3 484                    | 14,7%                    | 10      | 2 789                           | 126%    |
| 2009                                                                             | 28 352                    | 471         | 24 249       | 85,5%               | 3 642                    | 15,0%                    | 10      | 2 835                           | 128%    |
| 2013                                                                             | 29 035                    | 683         | 24 227       | 83,4%               | 4 371                    | 18,0%                    | 10      | 2 904                           | 130%    |
| 2016                                                                             | 29 564                    | 529         | 23 613       | 79,9%               | 4 460                    | 18,9%                    | 10      | 2 956                           | 132%    |
| 2017                                                                             | 29 620                    | 56          | 24 409       | 82,4%               | 5 923                    | 24,3%                    | 10      | 2 962                           | 133%    |
| 2021                                                                             | 29 887                    | 227         | 24 180       | 80,9%               | 5 866                    | 24,3%                    | 10      | 2 989                           | 135%    |
| 2024                                                                             | 31 039                    | 1 152       | 24 809       | 79,9%               | -                        | -                        | 10      | 3 104                           | 137%    |
| [1] Waga głosów w tym okręgu wyborczym w porównaniu z wagą głosów w skali kraju. |                           |             |              |                     |                          |                          |         |                                 |         |
| Źródło: Urząd Statystyczny Islandii                                              |                           |             |              |                     |                          |                          |         |                                 |         |